# Armin Biehler

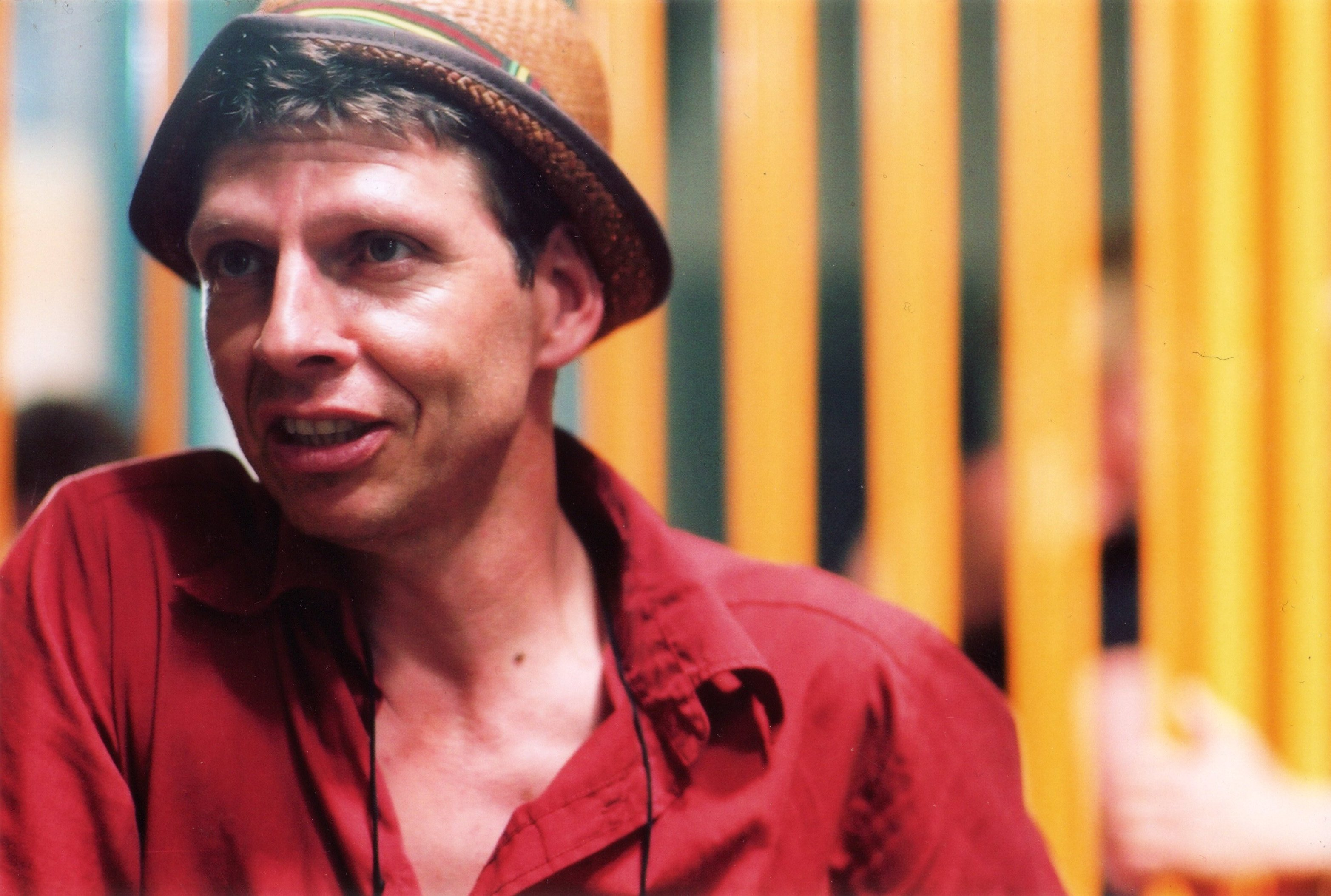
Armin Biehler während der Dreharbeiten zu Chicken Mexicaine

Armin Biehler (* 1963 in Hannover) ist ein Schweizer Filmschaffender.

## Leben
Von 1985 bis 1989 arbeitete Armin Biehler als Regieassistent im Kellertheater am Auersberg in Wien. In der Zeit belegte er an der Wiener Universität die Fächer Philosophie, Theaterwissenschaft und Geographie. Nach seiner Rückkehr nach Basel begann er eine Polymechaniker-Lehre an der LWB Basel. Ab 1993 studierte er an der Universität Zürich Ethnologie, Filmwissenschaft und Wirtschafts- und Sozialgeschichte und schloss mit dem Lizenziat ab. Danach arbeitete er als Nachrichtenredaktor und Produzent bei Telebasel und gründete 2000 die Produktionsfirma biehler.film. 2007 veröffentlichte er seinen ersten Spielfilm, Chicken Mexicaine. 2016 folgte dann, ebenfalls von biehler.film produziert, sein essayistischer Spielfilm Venez avec moi.
2020 erschien sein dramatischer Text Mord 4057 über den Mord am Obdachlosen Georges C. in Basel und wurde als szenische Lesung am Tatort aufgeführt.
Seit 2009 arbeitet er als Fahrradkurier bei Metropol und später bei der KurierZentrale. Armin Biehler schreibt regelmässig freiberuflich für die TagesWoche und die Basellandschaftliche Zeitung.

## Filme

### Dokumentarfilme
- 1993: Zaug – ein Porträt
- 1999: Sammlerglück & Mehrwegflaschen – Flaschenfischer im Dreieckland
- 2001: Belgrad-Express – Basler Strassenbahnen in Belgrad
- 2003: The Blue Pearl – Chances and risks of Lake Ohrid
- 2004: Menschen bewegen Basel – 200 Jahre Migration – eine Erfolgsgeschichte
- 2005: Seringal – Das Versprechen der Ministerin
- 2006: Tor zur Welt – elf Freunde aus 27 Ländern
- 2009: Tango in Gelb – Neui Drämmli fyr d'Region
- 2011: Zwischen Kommen & Gehen – Ein Jahr in der Bläsikrippe
- 2011: Laura D’Oriano – Die geheimnisvolle Spionin

### Experimentalfilme
- 1984: Kaiserangst nie!
- 1997: Tand – ein Augenschein / un coup d'oeil
- 2010: Basel Lebt
- 2013: maavälimaa – shooting a picture[1]

### Spielfilme
- 2007: Chicken Mexicaine
- 2016: Venez avec moi

## Veröffentlichungen
- 2020: Armin Biehler, Mord_4057 (Dramatischer Text), Basel.
- 2016: Armin Biehler, A#115, Basel: Option C.
- 1992: Armin Biehler, Nachbrand. in: Schweizer Arbeiterliteraturpreis. Zur Feier des Tages. Vierzehn Geschichten. Herausgegeben von der Schweizerischen Arbeiterinnen- und Arbeiterbildungszentrale. Muri bei Bern: Cosmos Verlag.

## Auszeichnungen
- 1992: Schweizer Arbeiterliteraturpreis für die Kurzgeschichte „Nachbrand“
- 1995: Filmpreis des Kantons BL für Tand – ein Augenschein
- 1999: William-Dieterle-Filmpreis – Lobende Erwähnung für Sammlerglück & Mehrwegflaschen
- 2008: Schweizer Filmpreis „Bester Hauptdarsteller“ für Bruno Cathomas in Chicken Mexicaine